# 欧内斯特·格洛弗
欧内斯特·格洛弗（英語：Ernest Glover，1891年2月19日—1954年4月13日），英国男子田径运动员，主攻长跑。他曾代表英国参加1912年夏季奥林匹克运动会田径比赛，获得一枚铜牌。